# 長周期地震動

長周期地震動（ちょうしゅうきじしんどう、英語: long-period ground motion、LPGM）とは、地震で発生する約2 - 20秒の長い周期で揺れる地震動のことである。周期が長い、すなわち低周波領域で発生するため低周波地震動とも。地震計の発展とともにその存在と性質が研究されるようになり、特に高層建築物が増えた近年は、防災の観点からも対策が重要となっている。

## 概要
地震動を観測した地震波を見ると、様々な周期の波が含まれているが、発震のエネルギー規模が大きいほど周期が長くなり（長周期、低周波）、その主成分の表面波は震源が浅いほど卓越することが知られている。地震動のうちこのような震動成分を特に長周期地震動とよぶ。大規模地震では周期が数百秒を超える地震動（超長周期地震動）や地球自由振動も観測される。
現在の気象庁では防災の観点から周期が1.6 - 7.8秒の長周期地震動を観測対象としている。

## 長周期地震動の発生機序と性質
長周期地震動の原因は主に2つ考えられている。
- 地震の規模が巨大になるにつれて、震源域から放出される短周期の波の振幅増大が頭打ちとなる一方で長周期の波の振幅は増大し続けるため
- 地震波が堆積盆地の中で変質するため

### 大規模地震で発生する長周期の震動
一般に考えられる断層地震では、地震波の波長は断層の滑り量（断層が動いた長さ）に応じて大きくなり、したがって大規模地震になると大きな振幅とともに長周期の地震波が発生する。この地震波は小規模の地震に比べて距離が遠いほど卓越する（他の波に比べて顕著に目立つ）性質がある。
波動は、周期が長いほど減衰しにくい特性があり、特に表面波では減衰の条件が少なく自由振動に近い性質をもつ。したがって震源からの距離が遠い場合でも長周期地震動だけが到達することが多くなる。

### 軟地盤構造で増幅する表面波
堆積盆地、付加体など、プレートに比べて柔らかい堆積層では長周期の表面波（レイリー波およびラブ波）の増幅が起こる。これは波動の干渉と反射、および変換が発生する性質に起因する。震源からの経路上に柔らかい堆積層があると、長周期地震動が効率的に伝わる。
軟地盤中の震動は固い地盤に比べ速度が遅い。極端にはマグマ溜りでは極めて遅くなる。基盤岩から堆積盆地に入ってきた地震動は速度差から干渉・増幅し長周期となる。そのため、堆積盆地の外を震源とする浅い地震において、伝播してきた地震波が堆積盆地内で強い長周期地震動を生じることが多い。なお、長周期地震動の主要成分である表面波は、加速度波形ではなく変位波形で観測されることが多い。
関東平野では周期8秒前後の表面波が卓越することが知られており、原因として基盤岩と堆積層の速度差が大きいことで関東平野におけるラブ波の基本モード（一次モード）が周期8秒前後で卓越することが考えられている。

### 地盤構造境界で発生する表面波
堆積盆地を通過する実体波（P波およびS波）が盆地の境界面で表面波に変換されたあと長周期に変質することが知られている。このため、堆積盆地の堆積層と基盤岩の境界付近を震源とし、断層が両者の境界面を横切った場合には、境界面にとりわけ強い表面波が生じ、強い長周期地震動が発生することが懸念されている。またこれと関連して、基盤岩と堆積層のせん断波速度（S波の速度）の差（コントラスト）が大きいほど、特定の周期の表面波が卓越しやすいこと（盆地端部効果、エッジ効果）が知られている。また、堆積盆地上に発達した平野の中で、基盤岩に覆われた山地に近い辺縁部では、周囲に比べ異常とも言えるような顕著な表面波が観測されることがある。
1995年兵庫県南部地震において震災被害が顕著であった「震災の帯」地域は揺れも顕著であり、せん断波速度差の大きい六甲山地と大阪平野の境界付近にあたる「震災の帯」地域で強い地震波が生じたことが原因の1つとも考えられている（同地震の被害は主に周期0.5 - 2秒の「やや短周期地震動」によるものと考えられており、長周期地震動と直接の関連はない。また断層が直下まで延びていたことも強い揺れの原因である）。

## 長周期地震動が建造物におよぼす影響
長周期地震動が及ぼす被害は主に、地震動の周期が地盤や建物などが構造的にもつ固有振動と共振を起こし、構造物の振幅が増大することにより引き起こされる。長周期地震動は減衰しにくいため、共振が長く続いて振幅が大きくなりやすい。
長周期地震動が認識される以前にも、地震動と建造物の固有周期の関係は認識されており、関東大震災以降には耐震性構造に関する柔剛論争があった。しかし中低層構造建築が主流であり、振動地震による建造物の破壊は、剛性を高めることで大部分は防ぐことができるとされ、共振による被害の発生は非常に少ないと考えられてきた。
ところが高層建築物が増え、やがて大きな地震発生時に低層建築には見られない「船に乗っているような」「酔うような」と表現される地震動が経験的に知られるようになった。そして2003年の十勝沖地震で発生したスロッシングによる石油備蓄施設での原油火災が起き、地震で発生する長周期地震動が一般にも注目を集めるようになり、被害の研究が進んだことで、地震に強いとされてきた既設の超高層ビルに対して、今後破壊的ダメージがもたらされる懸念が出てきた。
大きな振幅で揺れる高層建築物は、大きな歪みを生じて窓枠やガラス、外壁が破損落下したり、内部の立体駐車場やエレベータなどの機械の破損や機能不全を生じ、屋内の壁の亀裂や破壊、設置してある複写機や什器や家具がかなりの速度で動き周るほか、人はひとところに立っていられず、避難さえ困難になることがある。

## 高層建造物の固有振動数の例
高層建築が地震動で共振するような場合、これは接地面を固定端、最上階を開放端とする自由振動に近く、波動の位相が90°となる場所で振幅が最大となる。このため、低層建築物・中層建築物などではほとんど揺れを感じないが、高層建築物などでは高い階に行けばいくほど揺れが強くなる。また2次の振動モードで共振するような場合は、中層階に振動の“節”が現れ震動が少なくなるということも起こる。
建造物の固有振動数は、その形状、構造、構成する物質の密度、弾性係数、支持の方法などで決まるが、高層建築では振動数が低く長周期となることが一般的である。一般的な鉄筋コンクリート造および鉄骨造では以下の式で略算が可能とされる。
- 鉄筋コンクリート造

固有周期=0.02×建物の高さ（m）
- 鉄骨造

固有周期=0.03×建物の高さ（m）
大阪管区気象台で想定される南海地震の卓越周期は南北方向でおよそ4.8秒とされ、これを鉄骨造階高4.5mのオフィスビル、鉄筋コンクリート造階高3.4mのマンションに当てはめると共振しやすい階高はそれぞれおよそ35階、70階となる。しかし地震動には卓越周期以外のものも含まれ、略算式も線形ではなく、共振の効果は持続時間の長いものが優勢となるため簡単ではない。
シミュレーションでマグニチュード8クラスの地震が新潟県中越地方で発生したと想定し名古屋市内にあるビルの30階の揺れを再現したところ、1周期だけで約10mほどまで大きく揺れ、逆に短周期の場合は低層建築物に揺れが生じ、高層建築物に揺れが起きにくいという結果が得られたという。

## 研究の歴史

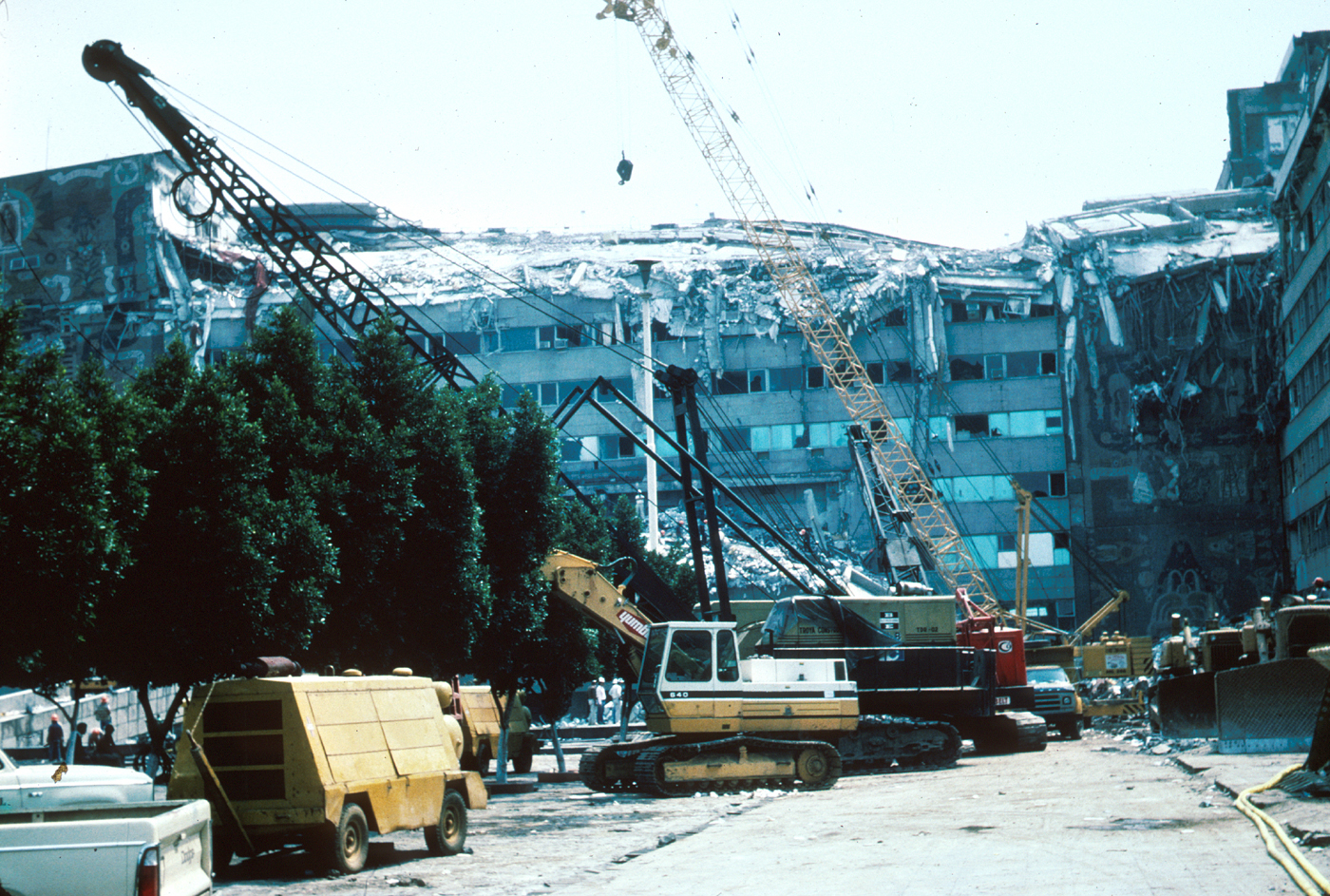
長周期地震動により崩壊した高層ビル、メキシコシティ、1985年メキシコ地震において

堆積盆地（基盤岩が盆地状に凹んだ地域に厚い堆積層が溜まる地質構造。海に面しているかどうかを基準にした平野・盆地の区分とは異なり、関東平野などもこれに該当する）において周期2 - 10秒の「稍（やや）長周期地震動」や10秒以上の「長周期地震動」が卓越する現象は、高密度に強震計が設置されるようになった1970年代に世界のいくつかの場所で発見された。大阪平野、京都盆地、十勝平野、ロサンゼルス盆地（英語）などがその例であり、地震学界の一部で認知され始めていた。
1985年のメキシコ地震において、震源から400 km離れたメキシコシティでは低層建築物の被害が目立たなかったのに対し高層建築物の倒壊や損壊が相次ぎ、パンケーキクラッシュと呼ばれるような中高層の潰れたような崩壊が見られた。当時は建物の建築基準の甘さが建物倒壊の原因だとされたが、後に、メキシコシティがかつてのテスココ湖を干拓（埋め立て）した市街地が大半を占めており、厚さ数十mの柔らかい堆積層が表層を覆っていたことで長周期の表面波が増幅したことが考えられ、実際に周期2 - 4秒の地震波が卓越したことが確認された。これが契機となり、長周期地震動が世界の地震学で認知されるようになった。また、日本では1964年の新潟地震においてスロッシングによる石油タンクの火災が発生し当初液状化によるものと考えられていたが、1983年の日本海中部地震の際にも新潟東港でタンク貯蔵物の振動が生じ、両者とも長周期地震動が原因と考えられるようになった。
現在日本では、気象庁の95型震度計約600地点や防災科学技術研究所のK-net約1,000地点のほか、各地の大学により強震計が設置されていて、高密度で大地震における長周期地震動のデジタル波形が収集されている。一方、地震動の変質特性を解明する手掛かりとなる地下の地震波速度構造については、関東平野など一部で詳細な調査が行われているものの、調査途上の地域が多い。
一方、地震波を計測する地震計（強震計）の改良も行われている。これまでは身近な構造物に被害をもたらす固有周期が0.5 - 2秒の「やや短周期」の地震波に感度のピークを設定することが多かった。しかし近年はより長大な構造物が増加し、固有周期が2 - 20秒の「やや長周期」にまで感度のピークを広げて設計している。大規模災害に繋がる断層地震ではさらに20 - 200秒の長周期が現れることが知られており、これを観測する強震計も設計されている。

## 長周期地震動に対応する設計
長周期地震動に共振して揺れが大きくなる建築物・構造物は、剛構造による耐震に加え、柔構造による免震、制振という考え方で対策することが一般的である。これは高さが50m程度を超えるような高層建築物だけではなく、同じ規模の橋梁やタンクなどの構造物にも当てはまる。これらについて、それぞれ設計指針が設定されている。
日本では建築基準法およびその関連法規により、特定の用途に供する建物、一定以上の階数・面積を有する建物、中層以上で主要構造部が石造・レンガ造・コンクリートブロック造・無筋コンクリート造などの建物では構造計算により地震動などに対する強度を定めている。規定の特定建築物で義務付けられている二次設計で用いる保有水平耐力計算は、設計地震動に対する応答を考慮した方式である。構造計算法として認められている他の限界耐力計算、エネルギー法も同様に設計地震動に対する応答を考慮している。限界耐力計算、エネルギー法は高度で多大な時間・労力を要する後述の「時刻歴応答解析」を簡略化し静的計算により導出可能とした手法である。また高さ60mを超える建築物では、動的計算にあたる「時刻歴応答解析」を行うべきことが定められている。また橋梁においては道路橋示方書により、地震時に応答が複雑なものについては時刻歴応答解析を行うことが定められている。時刻歴応答解析は、過去の大地震の地震波を数値化した設計地震動を設計モデルに与えた時の構造部の挙動を解析するもので、高度な技術を要する。この設計地震動の基準として、S波速度400m/s以上の「解放工学的基盤」における減衰定数5%での加速度応答スペクトルの大きさ（告示スペクトル）を満たす地震波という基準があり、多用される波形として以下のようなものがある。
- エルセントロ波 - 1940年5月18日に発生したM7.1のエル・セントロ地震（英語）におけるエル・セントロの波形。南北方向の加速度が最大342ガルと大きいことや、ランダム性（卓越周期の散乱）がよいことから広く採用される。直下型地震における震源近傍の、地盤の固いところでの地震波。
- タフト波 - 1952年7月21日に発生したM7.3[10]のカーン・カントリー地震（英語）におけるタフト（英語）の波形。地盤の固いところでの地震波。
- 八戸波 - 1968年5月16日に発生した十勝沖地震における八戸市での波形。長周期成分が比較的多い。
- 仙台波 - 1978年6月12日に発生した宮城県沖地震における仙台市での波形。
- 神戸波 - 1995年1月17日に発生した兵庫県南部地震における神戸市（神戸海洋気象台）での波形。直下型地震における震源近傍の、地盤の比較的固いところでの地震波。

また1990年代以降は、地域特性をより反映するために、建設地近辺における小地震の波形をもとに作製された「模擬地震動波形」を使用する場合も増えてきている。
ただし現行の建築基準法における長周期地震動への対策考慮はまだ不十分のままである。設計地震力構造計算には「地震地域係数 Z」を設定しているが、これは旧態の知見にもとづくものであり実態と合わなくなっている。1970年代後半に発生のおそれが特に大きいとされた東海地震への対応として静岡県では独自に政令（最高値 Z=1.0）を超えるZ=1.2を条例で定めたが、2016年の熊本地震は、大地震が起こりにくいとされ地域係数 Z=0.8が設定された地域で発生し、長周期地震動も観測されている。

## 日本国内の観測例

### 2000年鳥取県西部地震
2000年鳥取県西部地震の際は、大分県で周期5秒から10秒の長周期地震動が観測された。

### 2003年十勝沖地震
2003年の十勝沖地震の長周期地震動によって、北海道苫小牧市の石油コンビナートでスロッシング（石油タンク内の石油の共振）によりあふれた石油に引火して火災が発生した。

### 2004年新潟県中越地震
2004年の新潟県中越地震の長周期地震動によって、震度3だった東京都港区の六本木ヒルズでエレベーター6機のワイヤーが共鳴したためワイヤーが損傷するなどしていた。現在は、ワイヤーにガイドを設けて対策を行っている。地震管制運転装置については、方式を変更し長周期地震動でも作動するように変更された。

### 2007年新潟県中越沖地震
2007年の新潟県中越沖地震では震源から200km以上離れた関東平野では最大震度4、東京都心は震度3で有ったが周期7秒程度の揺れが約3分間継続した。エレベータに人が閉じこめられるなどのトラブルが発生した。

### 2011年東北地方太平洋沖地震（東日本大震災）
東北地方太平洋沖地震（東日本大震災）では、震源から離れた東京都内（23区の震度は「5強」）で長周期地震動を観測し、新宿センタービルなどの超高層ビルが最長13分間、最大1.08mほど揺れていたことが判明している。また、ビルそのものが大きくゆっくりと揺れる映像も撮影されているが、世界的に見ても大都市のビルが軒並み長周期地震動によって揺れる映像が撮影された例がない。さらに震源から数百 kmも離れた大阪府でも（観測された震度は「3」）、長周期震動によりエレベーター停止による閉じ込め事故が起きたり、内装材や防火扉が破損するなどの被害が出た。なお、首都圏での周期3秒以上の振動は東京湾沿岸部で大きく、東北地方の地震よりも長野県北部地震や静岡県東部地震による影響が強かったと解析されている。
工学院大学の久田嘉章教授（地震工学）が、新宿区にある同大学のビルの揺れを再現したところ、ビル全体が大きく揺れただけではなく、ねじり振動という中層階が腰をくねらせたような揺れ方をする現象が起きていたと推測した。このため今回の地震では、ビル最上部よりも中層階で被害が大きかったとみられている。今回の地震については、あまりにも大きすぎる断層が震源となったため、これまで想定していなかった揺れ方や被害が起きていたとみられている。また今後、通常の長周期地震動のみならず、他の振動モードによる被害を想定した対策が必要とされている。3月9日に発生した最大前震（東京では江東区で震度3）でも同様の現象が観測されている。

### 2024年能登半島地震
2024年1月1日に発生した能登半島地震によって、階級4を石川県で、階級3を新潟県、石川県、富山県、長野県で観測した。また階級2を東北や関東などで観測した。

### 2024年豊後水道地震
2024年の豊後水道で発生した気象庁マグニチュード6.6の地震により高知県宿毛市で長周期地震動階級2を観測した。

## 長周期地震動階級
東日本大震災で撮影された超高層ビルが揺れる衝撃的な映像はメディアにより多くの人に視聴され、また実際の高層ビル内で人の歩行や行動が困難であったり、それまで想定されていた建物内での家具や什器の移動や転倒とは全く違う挙動が起こすことも世間に広く認識された。しかし、通常発表される震度階級ではその被害程度が分かりにくいという指摘が出た。これは震度階級が地上で体感する揺れ（周期0.2 - 1秒程度）に合わせた指標であるためである。
気象庁は震災翌年の2012年に長周期地震動に関する検討会を開き、翌2013年、現在の震度階級とは別に4段階の「気象庁長周期地震動階級（英語: Long-Period Ground Motion Class）」を設定し、同年3月28日から試行的に「長周期地震動に関する観測情報」として運用を始め、2019年3月19日より本運用に移行した。同庁HPにて公開されている2013年3月から2019年2月の試行終了までの間に、最大階級が「階級4」は3回、「階級3」は4回、「階級2」は16回、「階級1」は55回観測されている。
最大の「階級4」は2016年4月15日に初めて観測され、これは同日未明に発生した熊本地震の前震活動に伴うもので、熊本県宇城市松橋町で観測され、その翌16日1時25分の「本震」で2回目の「階級4」が観測された。3回目は2018年9月6日の北海道胆振東部地震で観測されている。また、2021年2月13日の福島県沖地震において、本運用移行後初めて「階級4」が観測された。
なお、2013年3月以前の地震についても、2004年の新潟県中越地震や2011年の東北地方太平洋沖地震（東日本大震災）で「階級4」相当の長周期地震動が発生していたことがその後の解析で判明している。東日本大震災では「階級4」相当の揺れが宮城、山形、福島の東北3県のほか、関東地方や東海地方にも解析されている。
気象庁は、2023年2月1日より緊急地震速報の発表基準に長周期地震動を加えることを明らかにした。また同時に、これまで気象庁ホームページ上でのみ発表されていた長周期地震動階級などの観測情報について、震度などと同様にオンライン配信を行うことも発表した。加えて、長周期地震動階級4の緊急地震速報については地震動における特別警報と位置付けられた。
| 長周期地震動 階級 | 絶対速度応答 スペクトル値 | 人の体感・行動                                                                                               | 室内の状況                                                                                               | 備考                                           |
| ----------------- | ------------------------- | --- | --- | ---------------------------------------------- |
| 階級1             | 5cm/s以上15cm/s未満       | 室内にいたほとんどの人が揺れを感じる。驚く人もいる。                                                         | ブラインドなど、吊り下げものが大きく揺れる。                                                             |                                                |
| 階級2             | 15cm/s以上50cm/s未満      | 室内で大きな揺れを感じ、物に掴まりたいと感じる。物につかまらないと歩くことが難しいなど、行動に支障を感じる。 | キャスター付き什器がわずかに動く。棚にある食器類、書棚の本が落ちることがある。                           |                                                |
| 階級3             | 50cm/s以上100cm/s未満     | 立っていることが困難になる。                                                                                 | キャスター付き什器が大きく動く。固定していない家具が移動することがあり、不安定なものは倒れることがある。 | 間仕切壁などにひび割れ・亀裂が入ることがある。 |
| 階級4             | 100cm/s以上               | 立っていることができず、はわないと動くことができない。揺れにほんろうされる。                                 | キャスター付き什器が大きく動き、転倒するものがある。固定しない家具の大半が移動し、倒れるものもある。     | 間仕切壁などにひび割れ・亀裂が多くなる。       |

### 註釈
1. ↑  スロッシングによる事故は後述のとおり過去の地震動でも発生しているが、確認されたのは近年になってからである。この事故では早くに事象が確認され衆目を集めた。
2. ↑  絶対速度応答（Sva）は、地面に対する高層階の揺れの推計された速度（相対応答速度）と地震による地表面の揺れの速度（地動速度）の和として定義される。絶対速度応答スペクトルは、地表や低層建物の一階に設置した地震計の観測データから、南北、東西、上下の3つの方向についてそれぞれ減衰定数5%で周期1.6秒から周期7.8秒までの範囲で算出した絶対速度応答のスペクトル分布である。3つのうち観測された最大のものを基準に照らし階級として発表している。